# Светлая Речка (Кировская область)
 Светлая Речка  — деревня в Афанасьевском районе Кировской области в составе Ичетовкинского сельского поселения.

## География
Расположена на расстоянии примерно 7 км по прямой на юг-юго-запад от райцентра поселка  Афанасьево.

## История
Известна с 1939 года, в 1950 11 хозяйств и 55 жителей, в 1989 году 13 жителей.  

## Население
Постоянное население составляло 4 человека (русские 100%) в 2002 году, 8 в 2010.